# Sauber C16
Chronologie des modèles (1997)
Sauber C15 Sauber C17
La Sauber C16 est la monoplace de Formule 1 engagée par l'écurie Sauber lors de la saison 1997 de Formule 1. Elle est pilotée par l'Anglais Johnny Herbert, les Italiens Nicola Larini et Gianni Morbidelli et l'Argentin Norberto Fontana, qui est également le pilote essayeur de l'écurie suisse. La Sauber C16 est propulsée par un moteur Petronas qui est en réalité le moteur de la Ferrari F310 de la saison 1996 rebadgé. Sauber bénéficie à partir de cette saison d'un partenariat moteur avec la Scuderia Ferrari en échange de la titularisation du pilote-essayeur de l'écurie italienne Nicola Larini au sein de Sauber.

## Historique

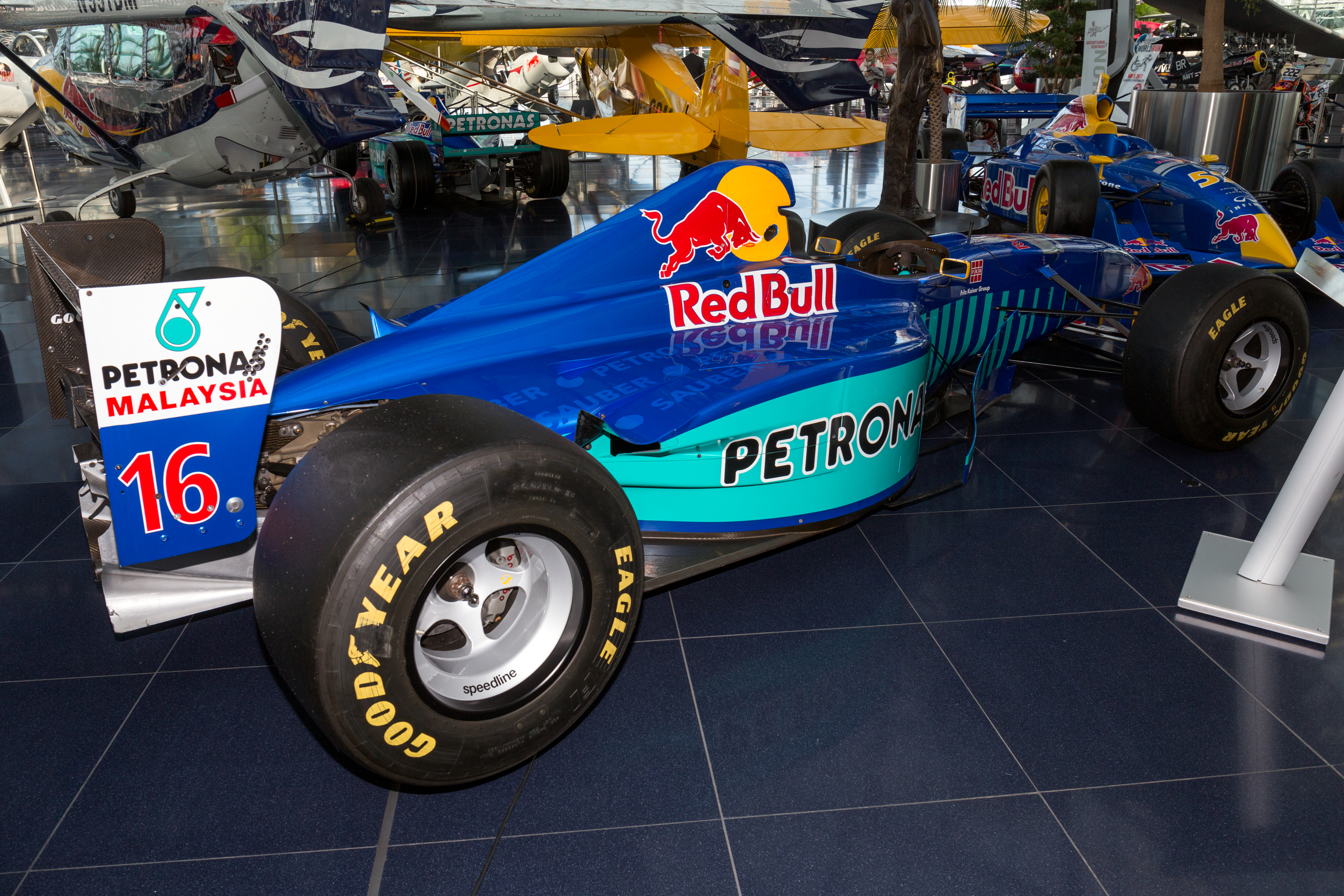
La Sauber C16 de Johnny Herbert en exposition.

Leo Ress, le concepteur de la Sauber C16, apporte de nombreuses évolutions aérodynamiques sur la monoplace, notamment au niveau du museau, du cockpit et du capot moteur et met au point une nouvelle boîte de vitesses. Le contrat de partenariat moteur ayant été signé très tard à l'intersaison, la Sauber C16 effectue peu de tests avant le début du championnat.
Le premier point de la saison est marqué par Nicola Larini grâce à sa sixième place au Grand Prix inaugural en Australie. Son coéquipier, Johnny Herbert, rapporte quant à lui les points de la quatrième place du Grand Prix d'Argentine. Après le double-abandon des Sauber à Monaco, Nicola Larini quitte l'écurie suisse et est remplacé par un autre pilote-essayeur de la Scuderia Ferrari, Gianni Morbidelli, au Grand Prix suivant.
À l'issue de deux courses où l'Italien finit en milieu de classement tandis que Johnny Herbert termine cinquième à deux reprises, Gianni Morbidelli se casse le bras lors d'essais au Circuit de Nevers Magny-Cours. Il est remplacé pour le Grand Prix de France jusqu'au Grand Prix d'Allemagne par Norberto Fontana, le pilote-essayeur de Sauber dont les résultats se soldent par un abandon et deux neuvièmes places.
Gianni Morbidelli reprend sa place au Grand Prix de Hongrie où il abandonne sur casse moteur, tandis que Johnny Herbert monte sur le podium grâce à sa troisième place alors qu'il était parti dixième,. Le pilote anglais finit quatrième au Grand Prix suivant, en Belgique où, parti seizième, il profite des conditions climatiques dantesques,. Lors des essais libres du Grand Prix du Japon, Gianni Morbidelli est victime d'un accident et se casse à nouveau le bras. Norberto Fontana le remplace pour le dernier Grand Prix de la saison, à Jerez.
À la fin de la saison Sauber termine septième du championnat des constructeurs avec 16 points. Johnny Herbert prend la dixième place du championnat des pilotes avec quinze points tandis que Nicola Larini est dix-neuvième avec un point.

## Polémique du Grand Prix d'Europe 1997
En septembre 2006, Norberto Fontana révèle au journal argentin Olé que, lors du Grand Prix d'Europe, dernière course de la saison, Jean Todt, le directeur sportif de la Scuderia Ferrari, se rend quelques heures avant la course dans le motorhome de Sauber et demande à l'écurie suisse, qui utilise des moteurs Ferrari, de bloquer le pilote Williams F1 Team Jacques Villeneuve, en lice pour le titre de champion du monde, afin de favoriser la victoire finale de Michael Schumacher. Norberto Fontana dit qu'il n'a pu bloquer Jacques Villeneuve que pendant quelques virages et que Jean Todt et Michael Schumacher ne l'avaient jamais remercié pour cela. Plus tard, Jean Todt et Peter Sauber nieront ces faits.

## Résultats en championnat du monde de Formule 1
| Saison | Écurie                   | Moteur              | Pneus    | Pilotes           | Courses | Courses | Courses | Courses | Courses | Courses | Courses | Courses | Courses | Courses | Courses | Courses | Courses | Courses | Courses | Courses | Courses | Points inscrits | Classement |
| Saison | Écurie                   | Moteur              | Pneus    | Pilotes           | 1       | 2       | 3       | 4       | 5       | 6       | 7       | 8       | 9       | 10      | 11      | 12      | 13      | 14      | 15      | 16      | 17      | Points inscrits | Classement |
| ------ | ------------------------ | ------------------- | -------- | ----------------- | ------- | ------- | ------- | ------- | ------- | ------- | ------- | ------- | ------- | ------- | ------- | ------- | ------- | ------- | ------- | ------- | ------- | --------------- | ---------- |
| 1997   | Red Bull Sauber Petronas | Petronas SPE-01 V10 | Goodyear |                   | AUS     | BRÉ     | ARG     | SMR     | MON     | ESP     | CAN     | FRA     | GBR     | ALL     | HON     | BEL     | ITA     | AUT     | LUX     | JAP     | EUR     | 16              | 7e         |
| 1997   | Red Bull Sauber Petronas | Petronas SPE-01 V10 | Goodyear | Johnny Herbert    | Abd     | 7e      | 4e      | Abd     | Abd     | 5e      | 5e      | 8e      | Abd     | Abd     | 3e      | 4e      | Abd     | 8e      | 7e      | 6e      | 8e      | 16              | 7e         |
| 1997   | Red Bull Sauber Petronas | Petronas SPE-01 V10 | Goodyear | Nicola Larini     | 6e      | 11e     | Abd     | 7e      | Abd     |         |         |         |         |         |         |         |         |         |         |         |         | 16              | 7e         |
| 1997   | Red Bull Sauber Petronas | Petronas SPE-01 V10 | Goodyear | Gianni Morbidelli |         |         |         |         |         | 14e     | 10e     |         |         |         | Abd     | 9e      | 12e     | 9e      | 9e      | Np      |         | 16              | 7e         |
| 1997   | Red Bull Sauber Petronas | Petronas SPE-01 V10 | Goodyear | Norberto Fontana  |         |         |         |         |         |         |         | Abd     | 9e      | 9e      |         |         |         |         |         |         | 14e     | 16              | 7e         |

Légende : ici 